# ALG5
ALG5 (англ. ALG5, dolichyl-phosphate beta-glucosyltransferase) – білок, який кодується однойменним геном, розташованим у людей на 13-й хромосомі. Довжина поліпептидного ланцюга білка становить 324 амінокислот, а молекулярна маса — 36 946.
| 10         |  | 20         |  | 30         |  | 40         |  | 50         |
| ---------- |  | ---------- |  | ---------- |  | ---------- |  | ---------- |
| MAPLLLQLAV |  | LGAALAAAAL |  | VLISIVAFTT |  | ATKMPALHRH |  | EEEKFFLNAK |
| GQKETLPSIW |  | DSPTKQLSVV |  | VPSYNEEKRL |  | PVMMDEALSY |  | LEKRQKRDPA |
| FTYEVIVVDD |  | GSKDQTSKVA |  | FKYCQKYGSD |  | KVRVITLVKN |  | RGKGGAIRMG |
| IFSSRGEKIL |  | MADADGATKF |  | PDVEKLEKGL |  | NDLQPWPNQM |  | AIACGSRAHL |
| EKESIAQRSY |  | FRTLLMYGFH |  | FLVWFLCVKG |  | IRDTQCGFKL |  | FTREAASRTF |
| SSLHVERWAF |  | DVELLYIAQF |  | FKIPIAEIAV |  | NWTEIEGSKL |  | VPFWSWLQMG |
| KDLLFIRLRY |  | LTGAWRLEQT |  | RKMN       |  |            |  |            |

A: Аланін

C: Цистеїн

D: Аспарагінова кислота

E: Глутамінова кислота

F: Фенілаланін

G: Гліцин

H: Гістидин

I: Ізолейцин

K: Лізин

L: Лейцин

M: Метіонін

N: Аспарагін

P: Пролін

Q: Глутамін

R: Аргінін

S: Серин

T: Треонін

V: Валін

W: Триптофан

Кодований геном білок за функціями належить до трансфераз, глікозилтрансфераз. 
Задіяний у такому біологічному процесі, як альтернативний сплайсинг. 
Локалізований у мембрані, ендоплазматичному ретикулумі.